# Música electroacústica
La música electroacústica és un tipus de composició musical que combina enregistraments i interpretacions instrumentals en directe, amb sons generats amb mitjans electrònics. Aquest tipus de fer musica va començar a desenvolupar-se als anys immediatament posteriors a la Segona Guerra Mundial, gràcies al notable avanç de l'electrònica i la seua aplicació als diferents àmbits científics. Va surgir com a posició unificadora entre la música electrònica que s'havia desenvolupat a Colònia, a Alemanya durant els anys de 1950 (la que utilitzava pràcticament tan sols sons generats electrònicament) i la música concreta, encara que a poc a poc es va convertir en un terme general que agrupa l'electrònica en viu, la tape music (música en cinta), i qualsevol altra música o tendència que pugui combinar sons de l'entorn acústic natural, siguin convencionalment musicals o no, amb uns altres generats de manera electrònica mitjançant oscil·ladors, ordinadors, etc. Quan s'utilitzen exclusivament sistemes digitals també s'anomenen música cibernètica.

## Compositors
| A - Rodolfo Acosta - Mathew Adkins - Klaus Ager - Edith Alonso - Miguel Álvarez-Fernández - Jon Appleton - Serge Arcuri - Patrick Ascione - Larry Austin - Bruno d'Auzon B - Joan Bagés i Rubi - Claude Ballif - Natasha Barrett - Françoise Barrière - Sergio Barroso - Clarence Barlow - Wende Bartley - Alain Basso - François Bayle - Yves Beaupré - Alfonso Belfiore - Enrique Belloc. - Gerald Bennett - José Manuel Berenguer - Luciano Berio - Cathy Berberian - Rafael Bernabeu Garcia - Pierre Bernard - Jean-Luc Hervé Berthelot - Konrad Boehmer - Pierre Boeswillwald - Rainer Boesch - Georges Boeuf - Lars-Gunnar Bodin - Michèle Bokanowski - Christian Bouchard - André Boucourechliev - Ned Bouhalassa - Gabriel Brncic C - John Cage - Roland Cahen - Christian Calon - Wendy Carlos - Jean-Christophe Camps - Michel Chion - John Chowning - Paul Clouvel - Christian Clozier - Robert Cohen Solal - Darren Copeland - Micheline Coulombe Saint-Marcoux - Pierre Couprie | D - Yves Daoust - Mario Davidovsky - Yannick Dauby - Delia Derbyshire - Marcelle Deschênes - Francis Dhomont - Santiago Diez Fischer - Charles Dodge - Paul Dolden - Louis Dufort - Denis Dufour - Gilles Dumont - Stephan Dunkelman E - Herbert Eimert - Jean-Claude Éloy - Simon Emmerson F - Luc Ferrari - Bernard Fort - Marie-Hélène Fournier G - Gilles Gobeil - Karel Goeyvaerts - Robert Gerhard H - Sten Hanson - Jonty Harrison - Jonathan Harvey - Pierre Henry I J - Pascale Jakubowski - Monique Jean - Pierre Jodlowski - Elsa Justel K - Georg Katzer - Dieter Kaufmann - Gottfried Michael Koenig - Ernst Krenek - Francisco Kröpfl - Leo Küpper | L - Dan Lander - Martin Leclerc - Daniel Leduc - Jacques Lejeune - Philippe Le Goff - Philippe Leroux - Andrew Lewis - Theodore Lotis - György Ligeti - Alain Lithaud - Alvin Lucier - Otto Luening M - François-Bernard Mâche - Bruno Maderna - Ivo Malec - Lionel Marchetti - Jean-Etienne Marie - Elio Martusciello - Antony Maubert - Toshiro Mayuzumi - Olivier Messiaen - Philippe Mion - Adrian Moore N - Luigi Nono - Robert Normandeau O - Michael Obst - Pauline Oliveros - Daphne Oram - John Oswald P - Bernard Parmegiani - Åke Parmerud - Arturo Parra - Jorge Peixinho - Michel Philippot - Eduardo Polonio - Henri Pousseur Q | R - Éliane Radigue - Laurie Radford - Takayuki Rai - Emmanuel Rebus - Guy Reibel - Steve Reich - Carole Rieussec - Jean-Claude Risset - Jean-Michel Rivet - Manuel Rocha Iturbide - Mario Rodrigue - Curtis Roads - Stéphane Roy S - Arnaud Sallé - Nicola Sani - Alain Savouret - Pierre Schaeffer - Daniel Scheidt - Claude Schryer - Denis Smalley - Randall Smith - Tim Souster - Karlheinz Stockhausen - Pete Stollery T - Toru Takemitsu - Alain Thibault - Jacques Tremblay - Marc Tremblay - Pierre Alexandre Tremblay - Barry Truax - Roxanne Turcotte - Hans Tutschku U - Vladimir Ussachevsky V - Horacio Vaggione - Annette Vande Gorne - Edgar Varèse - Alejandro Vinao - Ezequiel Viñao - Jean Voguet W - Hildegard Westerkamp - Trevor Wishart X - Iannis Xenakis Y - John Young - La Monte Young Z |